# Кахаберидзе (род)
Дом Кахаберидзе, также Кахаберисдзе (груз.: კახაბერიძე, букв. «сыновья Кахабера») — знатный род из Грузинского царства, владевший высокогорной северо-западной грузинской провинцией Рача с XI по XIII век.
По версии Кирилла Туманова, ветвь Липаритидов.

## История

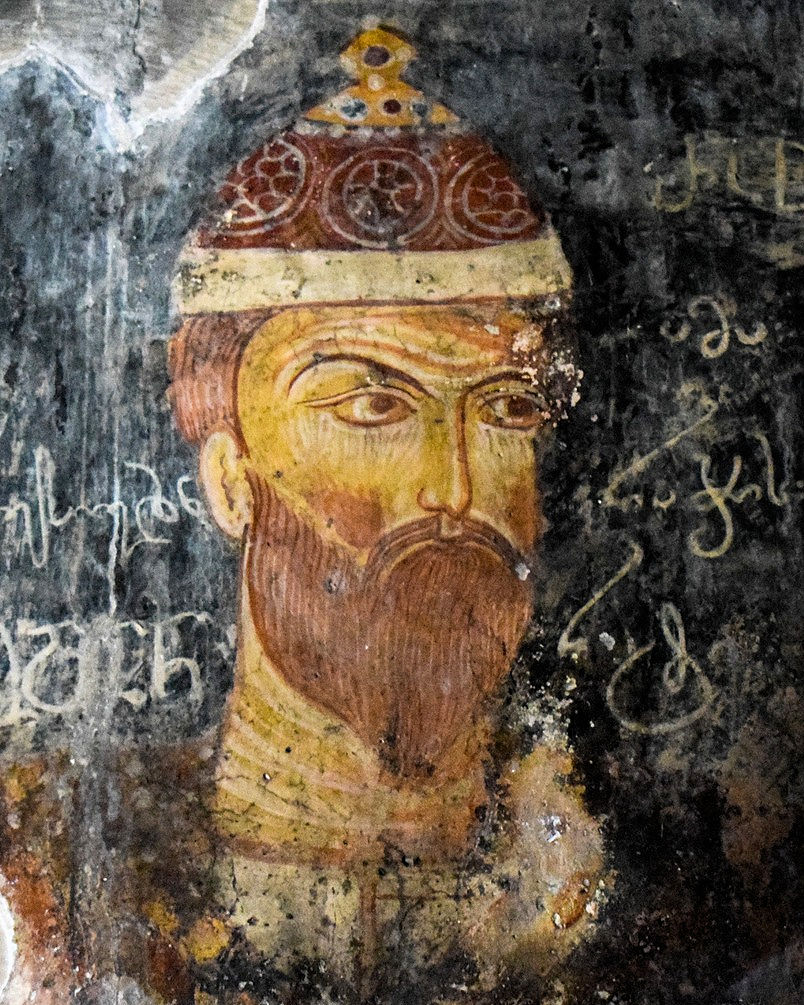
князь Рати Кахаберидзе, ктитор монастыря Мгвимеви, XIII век.

К 1184 году, после смерти царя Георгия III из династии Багратионов, на престол взошла грузинская царица Тамара, его дочь. К тому моменту дом Кахаберидзе владел как эриставством Рача, так и соседним к ним округом Таквери, нося титул «князя-князей» (эриставт-эриставов). Их феод появился в 1050 году, он был пожалован царем Багратом IV, как считается по версии Туманова, ветви благородного дома Багваши, ответвлением которого считаются и рачинские эриставы Кахаберидзе.
Кахабер (II) Кахаберидзе вместе с архиепископом Кутаисским Антоном возложили корону на чело Тамары на церемонии, состоявшейся в Гелатском монастыре.
Его потомок и, вероятно, внук, Кахабер (III), был достаточно могущественным, чтобы бросить вызов царской власти и натравить имеретинского царя Давида VI Нарина и его монгольских повелителей друг на друга. К 1278 году Кахабер был разбит, ослеплен и сослан по приказу царя. Его имущество было конфисковано царем в пользу царства. Кахаберидзе, по-видимому, сохранили Рачу до начала XV века, но затем канули в небытие.
Их потомки, дом Чичуа (груз.: ჩიჩუა), стали известной семьей в западном грузинском регионе Мегрелия, в то время как дом Чиджавадзе (груз.: ჩიჯავაძე), другая ветвь линии Кахаберидзе, продолжал играть важную роль в западном грузинском царстве Имеретии. В конечном счете, оба знатных дома были утверждены в княжеском достоинстве в Российской империи.